# Bombyx mandarina
A mariposa-da-seda-selvagem (nome binomial: Bombyx mandarina) é uma espécie de mariposa da família dos Bombycidae, sendo a espécie mais aparentada à Bombyx mori, sua variedade domesticada e mais conhecida. O bicho-da-seda-selvagem se refere ao animal em estágio juvenil, em forma de lagarta ou larva da mariposa-da-seda. Diferente de seu relativo domesticado que não consegue voar, ou, de qualquer maneira, sobreviver sem assistência humana, a mariposa selvagem é um lepidóptero relativamente comum. Sua mais notável diferença em relação à esta, é a morfologia mais esguia com asas bem desenvolvidas em machos, mais a coloração marrom-acinzentada fosca.

## Filogenia e sistemática
Bombyx mandarina e a domesticada Bombyx mori se constituem de duas das presentemente identificadas oito espécies do gênero Bombyx, os bichos-da-seda verdadeiros ou das amoreiras. A domesticação desta mariposa é enigmática. Sugeriu-se que é uma sobrevivente de uma espécie extinta que divergiu dos ancestrais de Bombyx mandarina há milhões de anos atrás. Entretanto, esta hipótese se baseia em um relógio molecular insustentável que assume que ambas as mariposas selvagem e domesticada evoluíram igualmente rápido após suas linhagens divergirem. Porém, os efeitos da seleção artificial têm acelerado a evolução na forma doméstica ao ponto que é difícil traçar a origem de numerosas raças de bichos-da-seda domésticos até mesmo nos métodos mais avançados de filogenia molecular. Provavelmente, as mariposas domesticadas atuais são todas descendentes de um rebanho inicial de B. mandarina coletado há pelo menos 5000 anos atrás. Enquanto a seda selvagem pode ter sido extraídas e usadas como linhas, entre outros, desde muito cedo, a tecnologia para cruzar os bichos-da-seda de um rebanho domesticado nem ao menos existiam até o Neolítico Posterior.
Apesar disso, foi possível traçar a origem geográfica do bicho-da-seda doméstico. A espécie selvagem se distribui em uma área considerável que abrange o interior da China e segue até a Península da Coreia e o Japão, e apresenta muita variação – embora subitamente; as amostras chinesas apresentaram 56 cromossomos ao que as japonesas possuem 54. As populações da porção nordeste da distribuição, por exemplo, difere em cariótipos daquelas da interioranas da China. Os bichos-da-seda domésticos estão mais próximos deste último em sequenciamento de dados de mtDNA, e carecem, especialmente, apomorfias genéticas do rebanho domesticado chinês.
B. mandarina pode gerar híbridos com B. mori. Em ambas os ambientes doméstico e selvagem, as fêmeas liberam feromônios e esperam até os machos serem atraídos e voarem até elas. Embora os machos de B. mori não apresentem voos. A hibridização na natureza, a partir disto, inevitavelmente sugere o acasalamento entre machos selvagens (B. mandarina) e fêmeas (B. mori). A ocorrência de hibridização pode ocorrer em ambos os tipos em um ambiente domesticado.

Consequentemente, as duas mariposas têm sido reunidas como subespécies distintas de uma única espécie; nesse caso, o nome Bombyx mori, que seria publicado primeiro, é aplicado à ambas. Todavia, nos dias atuais, normalmente se reconhece que a mariposa doméstica é completamente dependente de cuidados humanos para sua sobrevivência e, assim, possui um nível de isolamento reprodutivo da variedade silvestre.